# Pachycephala phaionota
A Pachycephala phaionota a madarak osztályának verébalakúak (Passeriformes) rendjébe és a légyvadászfélék (Pachycephalidae) családjába tartozó faj.

## Rendszerezése
A fajt Charles Lucien Jules Laurent Bonaparte francia ornitológus írta le 1850-ben, a Myiolestes nembe Myiolestes phaionotus néven.

## Előfordulása
Az Indonéziához tartozó Maluku-szigetek területén honos. Természetes élőhelyei a szubtrópusi és trópusi mangroveerdők és cserjések, valamint ültetvények. Állandó, nem vonuló faj.

## Megjelenése
Testhossza 16 centiméter.

## Életmódja
Rovarokkal táplálkozik.

## Természetvédelmi helyzete
Az elterjedési területe elég nagy, egyedszáma pedig stabil. A Természetvédelmi Világszövetség Vörös listáján nem fenyegetett fajként szerepel.